# بيتي سنكلير
بيتي سنكلير (1935 - ) (بالإنجليزية: Betty Sinclair)‏ هي لاعبة كريكت نيوزلندية. شاركت مع منتخب نيوزيلندا الوطني للكريكت.

## وصلات خارجية
- بيتي سنكلير على موقع إي آس بي آن كريك إنفو (الإنجليزية)